# Электронная поляризуемость
Электронная поляризуемость — это смещение электронной плотности в атомах, молекулах, ионах относительно атомных ядер частиц под действием внешнего электрического поля напряжённостью E. Смещение электронной плотности приводит к образованию наведённого электрического дипольного момента μ, который равен произведению величины положительного заряда q на расстояние между зарядами L и направлен от отрицательного заряда к положительному μ=qL
При снятии внешнего электрического поля наведённый дипольный момент исчезает. В относительно слабых электрических полях наведённый дипольный момент пропорционален напряжённости электрического поля μ=αeE , где коэффициент αe имеет размерность объёма и является количественной мерой электронной поляризуемости (его также называют электронной поляризуемостью). В общем случае электронная поляризуемость является тензорной величиной и зависит от взаимной ориентации рассматриваемой системы зарядов и напряжённости приложенного электрического поля.
Электронная поляризуемость атома водорода составляет 0,66 Å3.

Электронная поляризуемость является важной физической величиной, позволяющей описать образование одноэлектронной химической связи в процессе взаимодействия атома водорода и протона, приводящему к получению молекулярного иона водорода H2+.
Относительно недавно были получены достоверные данные по электронным поляризуемостям большинства атомов в свободном состоянии.
| Первый период | Первый период | Второй период | Второй период                   | Третий период   | Третий период                 | Четвёртый период    | Четвёртый период              | Пятый период         | Пятый период        | Шестой период         | Шестой период        |
| элемент       | αe            | элемент       | αe                              | элемент         | αe                            | элемент             | αe                            | элемент              | αe                  | элемент               | αe                   |
| H             | 0,667         | Li            | 24,3                            | Na              | 24,1                          | K                   | 43,4                          | Rb                   | 47,3                | Cs                    | 59,6                 |
|               |               | Be B C N O F  | 5,60 3,03 1,76 1,10 0,802 0,557 | Mg Al Si P S Cl | 10,6 8,34 5,38 3,63 2,90 2,18 | Ca Sc* Ti* As Se Br | 25,0 16,9 13,6 4,31 3,77 3,05 | Sr Y* Sn* Sb* Te* I* | 27,6 22 4,4 4,0 3,9 | Ba La* Hf* Ta* W* At* | 39,7 37 15 13 10 5,1 |
| He            | 0,205         | Ne            | 0,395                           | Ar              | 1,64                          | Kr                  | 2,48                          | Xe                   | 4,04                | Rn*                   | 6,3                  |

Электронная поляризуемость атомов является отчётливо выраженной периодической функцией положительно заряженного ядра атома. Наибольшее значение электронной поляризуемости наблюдается у атомов щелочных металлов, а минимальное у атомов инертных (благородных) элементов. В пределах каждого из периодов электронная поляризуемость атомов плавно уменьшается при увеличении порядкового номера таблицы. В четвёртом периоде эта закономерность для 4S и 4P - элементов также сохраняется.